# Rolleron

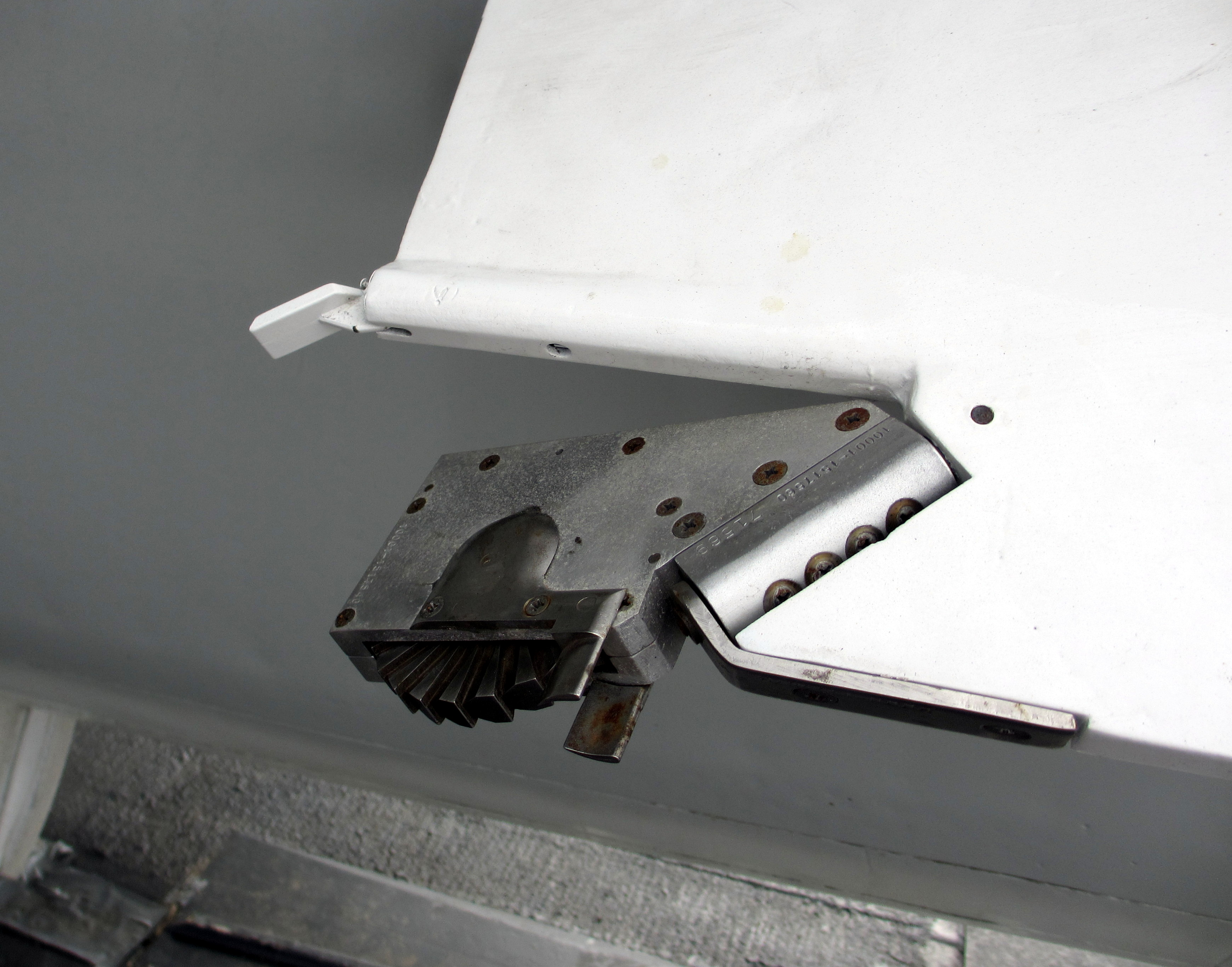
Rolleron an einer Heckflosse einer Luft-Luft-Rakete Typ AIM-9 Sidewinder

In der Luftfahrt bezeichnet der Ausdruck Rolleron eine Steuerfläche an einem Fluggerät, die dazu dient, die Rollbewegung zu kontrollieren. Die Rollerons sind Teil von Flügel- oder Steuerflächen und helfen bei der Steuerung um die Längsachse. Ein Rolleron ist eine Art Querruder, das hauptsächlich bei Raketen verwendet wird und der passiven Stabilisierung gegen unerwünschte Rotation dient. Während es am häufigsten zur Stabilisierung gegen Wanken eingesetzt wird, kann es auch zum Ausgleich von Gieren und Nicken eingesetzt werden.

## Geschichte
In den frühen 1950er Jahren wurden die ersten Rollerons entwickelt, die anfangs auch als Rolldämpfer bezeichnet wurde. Der potenzielle Nutzen als Raketenstabilisierungsgerät wurde sehr schnell vom National Advisory Committee for Aeronautics (NACA) erkannt. Die ersten Luft-Luft-Raketen in der Mitte der 1950er Jahre besaßen aufgrund ihrer Flossen mit niedrigem Streckungsverhältnis nur eine begrenzte Dämpfung der aerodynamischen Rollbewegug. Die bis dahin bekannte Lösung für dieses Problem bestand darin, einen Servomechanismus zu installieren, um die Rollbewegung zu erfassen und bei Bedarf Anpassungen an einem herkömmlichen Querruder vorzunehmen, um dem Rollen entgegenzuwirken. Diese Lösung erhöhte die Komplexität und das Gewicht. Daher wurde dringend nach alternativen Methoden gesucht, idealerweise nur mit solchen Komponenten, die ihrerseits selbst keinen Platz im Raketenkörper beanspruchen.
Im November 1956 kam die NACA – nach eingehender Untersuchung des Rolleron-Konzepts – zu dem Urteil, dass die Raketenstabilisierung durch Rollerons prinzipiell möglich sei. Auf Initiative des US-Militärs wurden weitere Tests durchgeführt, um Rollerons für den Einsatz an Luft-Luft-Raketen zu erproben. In den folgenden Jahrzehnten wurde das Rolleron konsequent weiterentwickelt.

## Funktion
Das Rolleron ist ein relativ einfaches und kostengünstiges Stabilisierungsgerät. Das Kernelement eines Rollerons ist ein metallenes Schwungrad, das typischerweise am hinteren Ende einer Flosse positioniert ist. Das Rad selbst ist wie ein Zahnrad, Mühlrad oder Schaufelrad geformt. Diese Schaufeln ragen über den Rand der jeweiligen Flosse heraus. Bewegt sich die Rakete durch die Luft, führt der resultierende Luftstrom zu einer schnellen Rotation des Schwungrads. Beim Drehen widersteht das Schwungrad aufgrund der Kreiselstabilität allen auf es einwirkenden seitlichen Kräften, ähnlich wie ein Gyroskop. Der Vorteil dieser Kreiselbewegung besteht darin, dass sie der unerwünschten Tendenz der Rakete, sich um ihre Mittelachse zu drehen, entgegenwirkt und ihren Flug dynamisch stabilisiert. Zusätzlich zur Stabilisierung gegen Wanken kann ein ähnlicher Effekt auch für Gieren und Nicken erzielt werden. Rollerons werden auch auf den Boden-Luft-Raketen 9M31 und 9M37 der Luftverteidigungssysteme Strela-1 und Strela-10 verwendet, wobei erstere Drähte verwenden, die um die Schwungradscheiben gewickelt sind, um sie beim Abschuss in Drehung zu versetzen, während letztere einen kleinen Gasgenerator verwenden, um den Scheiben kurz vor dem Start die nötige Drehgeschwindigkeit zu geben.
Besonders nützlich ist ein Rolleron bei Raketen, die ein hohes Maß an Manövrierfähigkeit erfordern, wie sie in Luftkämpfen zwischen Kampfflugzeugen auf kürzerer Distanz eingesetzt werden. Ein früher Anwendungsfall für Rollerons war die AIM-9 Sidewinder, eine bekannte Luft-Luft-Rakete. Rollerons sind hier an allen vier Heckflossen vorhanden. Durch die Eliminierung von Rolltendenzen erleichtert das Rolleron einer Rakete die Ausführung ihrer Kernfunktionen, wie z. B. der Zielverfolgung, erheblich.